# HD192536
HD192536 — хімічно пекулярна зоря спектрального класу A4, що має видиму зоряну величину в смузі V приблизно  7,1.
Вона  розташована на відстані близько 472,0 світлових років від Сонця.